# PowerBook 180

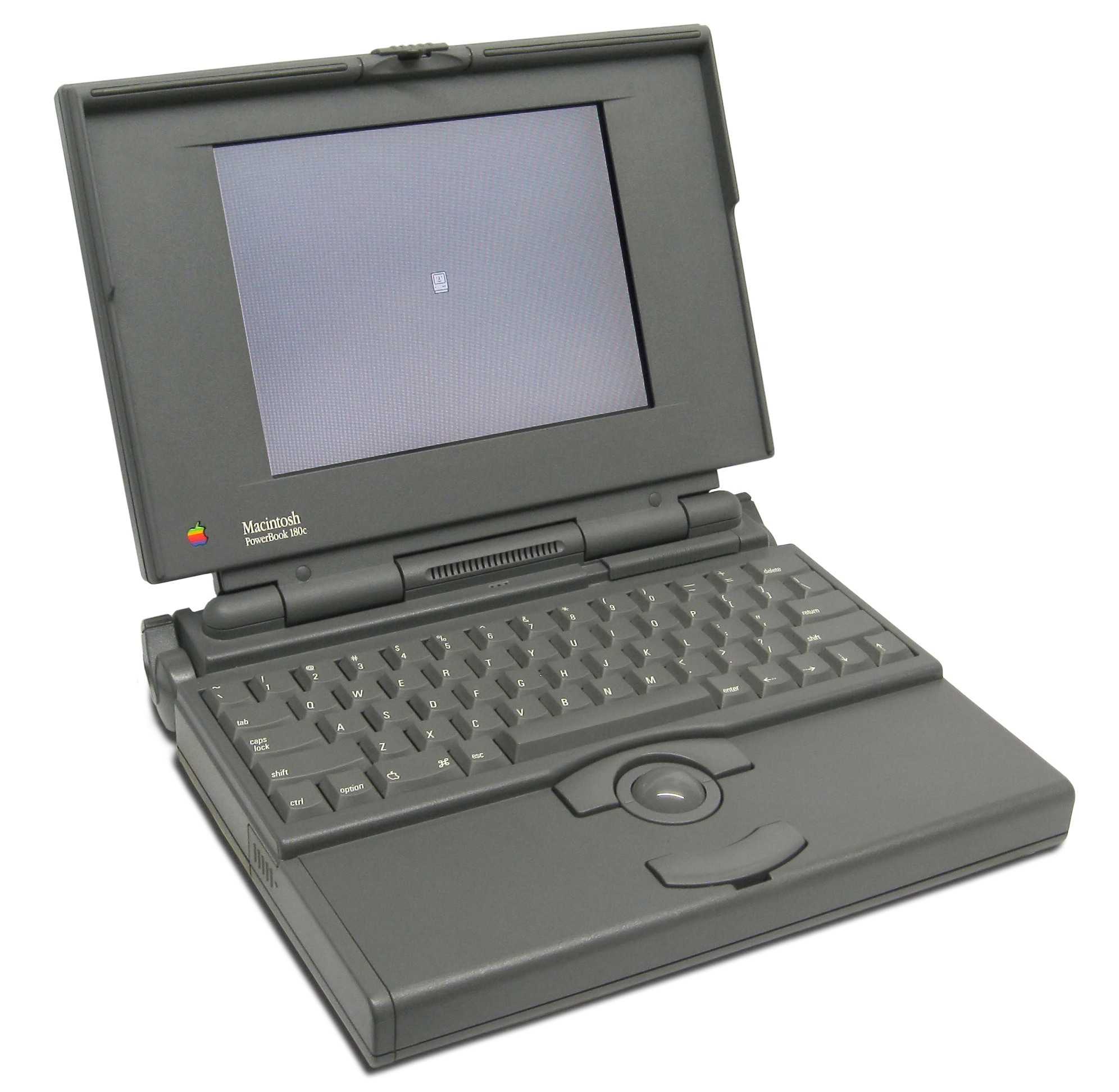
PowerBook 180c

El PowerBook 180 (llamado Converse durante su desarrollo) fue un ordenador portátil que Apple lanzó el 19 de octubre de 1992 con el PowerBook 145 y el PowerBook 160, con un coste inicial de 3.870 dólares, sustituyendo al PowerBook 170 como modelo de gama alta. Utilizaba la misma carcasa que el PowerBook 160, pero con una CPU a 33 MHz y una FPU Motorola 68882. Fue descatalogado el 16 de mayo de 1994.
En junio de 1993, Apple lanza una versión en color, el PowerBook 180c, con pantalla de matriz activa LCD y soporte de 256 colores. El resto es igual en ambos modelos.

## Detalles Técnicos
- CPU: Motorola 68030 a 33 MHz, con MMU integrado, sin FPU
- FPU: Motorola 68882
- ROM: 1 MB (ROM ID :	$067C)
- RAM : 4 Megabytes ampliables a 14 MB
- Pantalla: de 9,8 pulgadas, matriz pasiva LCD integrada, soporta una resolución interna de 640 × 400 en 4 bits (niveles de gris). La GPU de Apple viene equipada con 512 KB de VRAM. Mediante un monitor externo soporta las siguientes resoluciones:
  - 512 × 384 en 8 bits (256 colores)
  - 640 × 400 en 8 bits
  - 640 × 480 en 8 bits
  - 800 × 600 en 8 bits
  - 832 × 624 en 8 bits
- Almacenamiento
  - Una unidad de disquete SuperDrive de 3,5 y 1,44 MB
  - Un disco duro SCSI de 80 a 120 MB
  - Cualquier dispositivo SCSI externo, como:
    - Unidades Iomega Bernoulli Box
    - Unidades de Disco magneto-óptico
    - Unidades Iomega Zip
    - Unidad SuperDisk (LS-120)
    - Unidad Iomega Jaz
    - Unidad Castlewood Orb
    - Unidad CD-ROM y grabadoras
- Conectores:
  - 1 puerto SCSI (HDI-30)
  - 2 puertos serie RS-422 con Conector mini-DIN 8 (módem y printer)
  - 1 puerto ADB
  - 1 conector minijack de auriculares: mono 8 bits
  - 1 conector minijack de micrófono: mono 8 bits
  - Conector de video PowerBook
  - Conector de seguridad Kensington
- Carcasa: en plástico gris de 57 × 286 × 236 mm (2,25 × 11,25 × 9,3 pulgadas) y un peso de 3,1 kilogramos (6,8 libras). Presenta dos patillas retraíbles para mantener la caja en un plano inclinado. En el lateral derecho se encuentra la unidad de disquete y la unidad interna de disco duro. En la trasera, protegido por una trampilla, los conectores RS-422, el puerto ADB, puerto SCSI y puerto de video. La batería se encuentra en el lado izquierdo, pudiendo ser sustituida por el usuario.
- Teclado estándar de Apple de 64 teclas, ocupando 2/3 de la zona interior de la carcasa. El otro tercio ocupado por una trackball con un pulsador en la zona superior y otra en la inferior, situada debajo de la barra espaciadora
- Expansión:
  - 1 conector específico de ampliaciones de memoria (PB 1xx, compartido con el PowerBook 145 y el PowerBook 180) SRAM, con una velocidad mínima de 85 nanosegundos
  - 1 slot comunicaciones para el módem opcional.
- Alimentación: fuente de alimentación externa 922-0376 (válida para los PowerBook 140-145-160-165-165c-180-180c) 24 W 2 A autoconmutable 100-240 V AC, 50-60 Hz. El equipo tiene un consumo de 17 W. Utiliza una batería de níquel cadmio interna, con entre 150 a 180 minutos de autonomía.
- Sistema operativo: System 7.0.1 a System 7.6.1